# François-Marie Jan du Bignon
François-Marie Jan du Bignon est un homme politique français né le 5 juillet 1754 à Redon (Bretagne) et décédé le 9 novembre 1817 dans la même ville.

## Biographie
Fils de François-René Jan, sieur du Bignon, capitaine de milice bourgeoise, maire de la ville, et de Marguerite Beuscher, il est avocat à Redon et maire de cette ville, lorsqu'il est élu, le 6 septembre 1792, membre de la Convention par le département d'Ille-et-Vilaine. Quand vient son tour d'opiner, au 3e appel nominal, pour le jugement de Louis XVI, il s'exprima en ces termes :
« Je m'étonne de voir que la Convention ait passé à l'appel avant de s'être bien assurée de la tranquillité de Paris. Au reste, je ne crains pas le danger pour moi, je n'en crains que pour ma patrie. Je vote pour la détention du tyran, jusqu'à ce que l'Assemblée en ait autrement décidé. »
Il marque son rôle législatif dans la Convention en appuyant le maintien de la loi sur les successions.
Le 22 vendémiaire an IV, il est nommé député au Conseil des Cinq-Cents par le département du Morbihan. Il se démet de son siège le 10 ventôse an V, et est réélu, en Ille-et-Vilaine, le 6 germinal an VI ; il prend la parole sur la taxe des sels.
On a de lui des Fables en vers et une traduction en vers des Odes d'Horace.
Il épouse Anne Marie Julienne Molié, fille du négociant Alexandre Marie Félix Molié, conseiller du roi, maire de Redon, commissaire intermédiaire des États de Bretagne, et de Marie Julienne Le Beau, dame du Tuet.

## Publications
- Fables nouvelles, mises en vers (1800)
- Réflexions sur le jugement de Louis XVI, adressées au peuple français (1793)
- Opinion du citoyen Dubignon, député de l'Ille et Vilaine, sur le procès de Louis XVI (1792)
- Opinion de Dubignon qu'il n'a pu prononcer vu la fermeture précipitée de la discussion. Séance du 11 frimaire an VII
- Observations de Dubignon,... membre du Conseil des Cinq-Cents, sur le projet de résolution relatif aux prêtres réfractaires présenté en nivôse an VIII

## Sources
- « François-Marie Jan du Bignon », dans Adolphe Robert et Gaston Cougny, Dictionnaire des parlementaires français, Edgar Bourloton, 1889-1891 [détail de l’édition]